# Yvon Ducène
Yvon Ducène (Souvret, 25 januari 1928 – Gosselies, 10 april 2014) was een Belgisch componist, dirigent en klarinettist.

## Levensloop
Zijn studie deed hij aan het Koninklijk Muziek-Conservatorium te Brussel. In zijn hoofdvak klarinet kreeg hij het hoger diploma met onderscheiding in de klas van Prof. De Leve. Hij bekwam er tevens eerste prijzen voor kamermuziek, bij Harvengt, piano, Sevenant, transpositie, Devreese, harmonie, René Barbier en voor contrapunt, Francis de Bourguignon. Verder studeerde hij fuga en compositie bij de bekende Belgische toondichter Jean Absil.
Zijn carrière als militaire muzikant begon hij als klarinettist in de Derde Brigade van de Infanterie te Soest (Duitsland). Vervolgens werd hij lid van de Koninklijke Muziekkapel van de Belgische Luchtmacht te Brussel. Hij werd op 25 juli 1951 bij het Groot Harmonieorkest van de Belgische Gidsen aangeworven als klarinettist maar verliet deze kapel reeds op 1 april 1957, daar hij met brio in het examen van Kapelmeester geslaagd was en de leiding nam van de Kapel van de Eerste Infanteriedivisie in Soest, Duitsland. Vervolgens werd hij dirigent van de Muziekkapel van de Zestiende Divisie te Antwerpen.
Sinds 1 januari 1962 was hij de opvolger van Karel Torfs, dirigent van het Groot Harmonieorkest van de Belgische Gidsen. Bij de Gidsen was hij eerder zijn carrière als klarinettist begonnen. Onder zijn leiding heeft het orkest optredens verzorgd zowel tijdens de vele grote festivals als op militaire en burgerlijke manifestaties.
Ducène dirigeerde meer dan 1100 concerten, waarbij hij steeds een ruime plaats voorbehield aan Belgische toondichters, die dan ook niet aarzelden hun werken aan hem op te dragen. Als dank voor deze hardnekkige verdediging van de Belgische nationale muziek werd hem in 1974 door de Unie van Belgische Componisten de Fugatrofee uitgereikt.
Dit vergrootte bij hem nog de ijver om een eclectisch repertoire bij het grote publiek bekend te maken. Op de vele concerten, plaatopnames en uitzendingen door BRT-RTBF, werden door Yvon Ducène en zijn Nationaal Militair Orkest meer dan honderd composities van Belgische en buitenlandse meesters gecreëerd. De bekende platenmaatschappij Deutsche Grammophon heeft een eerste plaat met klassieke muziek van dit orkest met deze dirigent uitgebracht.
Op 30 april 1985 ging hij met pensioen en nam afscheid van het Groot Harmonieorkest van de Belgische Gidsen. Hij was een veelgevraagd jurylid en voorzitter bij wedstrijden en concoursen, onder meer bij het Wereld Muziek Concours te Kerkrade.
Als componist schreef hij vooral voor harmonieorkest.

## Composities

### Werken voor harmonieorkest
- Marche de l'École de Préparation des Sous-lieutenants
- Mars van het 4e Regiment Gidsen
- Mars van het 75e Artillerie regiement

- Gemeinsame Normdatei: 133027457
- International Standard Name Identifier: 0000 0003 7182 3154
- MusicBrainz: 5d90244c-af36-4cee-92db-1b1b83826b4d
- Virtual International Authority File: 13488304
- WorldCat: E39PBJqbghfVMQVQhPpWBVBwYP